# Mallacoota insignis
Mallacoota insignis is een vlokreeftensoort uit de familie van de Maeridae. De wetenschappelijke naam van de soort is voor het eerst geldig gepubliceerd in 1901 door Chevreux.